# ヘマークラフィーア
『ヘマークラフィーア』 (ドイツ語: Hämmerklavier) は、モーリッツ・エッゲルトの作曲しているピアノ連作集。現在も精力的に新作がかかれている。

## 概要
当初は、優れたピアニストでもある作曲家本人の自作自演を目的として作曲されていたため、ピアノを足で弾く、顎で打つ、鼻で弾く、叫ぶ、体当たりなどピアニストの行為を前面に押し出した芸風であった。この路線で、Wergoから一作アルバムも発売された。ただし、別のピアニストからの委嘱に応じるようになってからは、必ずしも本人の芸当が必要不可欠というものではなくなり、デュオ作品も見られるようになっている。
1994年から2000年まではSchottから、2001年から2019年まではSikorski、2020年以降はリコルディ・ベルリンから販売されている。

### 全曲リスト
原題で、番号管理にローマ数字が使われている。
- I: Ins Freie (1994)
- II: Über die ersten vier Töne von Lulu (1994)
- III: One Man Band (1994)
- IV: Zwei Miniaturen (1993/94)
- V: Fallstudie (1994)
- VI: Variationen über Teba’Ini Leh (1994)
- VII: Geheimes Verlangen (1995)
- VIII: Jerusalem (1995)
- IX: Underground (1995)
- X: Mouth Organ (1995)
- XI: What if 1 composer from 1 country wrote 60 pieces under a second for solo piano? (1998)
- XII: highway 61 (2001)
- XIII: 2 ostinati (2002)
- XIV: The trouble with trills (2002)
- XV: Nasentanz (2003)
- XVI: Der Höllenfranz (2003/4)
- XVII: Advanced Kabuki (2004)
- XVIII: 3 Miniaturen (2006)
- XIX: Hymnen der Welt (Afghanistan bis Zimbabwe) (2006)
- XX: One Man Band 2 (2009)
- XXI: 3 Mikroludien (2010)
- XXII: Kreislerianana (2009)
- XXIII: musica viva (2011)
- XXIV: Trigonometrie (2011)
- XXV: Abweichung (Hommage à Beethoven) (2014)
- XXVI: Nach Mompous « Cancion 6 » zu spielen (2017)
- XXVII: Julieta’s Sarabande (2017)
- XXVIII: allemande (2019)
- XXIX: no replay (2019)
- XXX: One Woman Band (2020)
- XXXI: Dual Band (2020)　2人のピアニストのための